# A Fonsagrada
Fonsagrada (w języku galicyjskim A Fonsagrada) – miasto położone w północno-zachodniej Hiszpanii w regionie Galicja w prowincji Lugo, ok. 60 km od stolicy prowincji.